# Argomento teleologico
L'argomento teleologico, o argomento del disegno divino (noto anche come argomento fisico-teologico o argomento del disegno intelligente) è una delle argomentazioni utilizzate per dimostrare l'esistenza di Dio o di un creatore, a partire dalla percezione di un ordine, di uno scopo, di un progetto o di una direzione nello stato delle cose. Il termine "teleologico" deriva dal greco telos, che significa "fine" o "scopo" o "obbiettivo"; la teleologia è l'ipotesi che esista uno scopo o un principio direzionale nei processi della natura.
Le prime versioni di questo argomento attestate da fonti scritte sono associate a Socrate nell'antica Grecia, sebbene sia stato affermato che egli stesse riprendendo un argomento più antico. Platone e Aristotele svilupparono approcci complessi alla proposta che il cosmo abbia una causa intelligente, ma furono gli Stoici che, sotto la loro influenza, "svilupparono la serie di argomentazioni creazioniste ampiamente conosciute sotto l'etichetta di 'Argomento del Disegno'".
Le religioni abramitiche usarono l'argomento teleologico in molti modi secondo una lunga e consolidata tradizione. Nel Medioevo, l'argomento fu adottato da teologi islamici come Al-Ghazali, che era pure rifiutato come non necessario dai fedeli alla lettera del Corano, e come non convincente da molti filosofi islamici. Più tardi, l'argomento teleologico fu accolto da san Tommaso d'Aquino, Dottore della Chiesa, che lo incluse come la quinta delle sue "Cinque Vie per provare l'esistenza di Dio. Nella prima Inghilterra moderna ecclesiastici come William Turner e John Ray erano noti sostenitori dell'argomento. All'inizio del XVIII secolo, William Derham pubblicò la sua Physico-Theology ("Fisico-Teologia"), che dava la sua "dimostrazione dell'essere e degli attributi di Dio a partire dalle sue opere di creazione". Successivamente, William Paley, nel suo Natural Theology or Evidences of the Existence and Attributes of the Deity del 1802 pubblicò una presentazione importante dell'argomento del disegno con la sua versione dell'analogia dell'orologiaio e la prima occorrenza dell’espressione "disegno intelligente".
Fin dall'inizio, furono mosse numerose critiche alle diverse versioni dell'argomento teleologico e contro le repliche alla sua sfida alle affermazioni contrarie alle scienze naturali non teleologiche. Particolarmente importanti furono le argomentazioni logiche generali elaborate da David Hume nei suoi Dialoghi sulla religione naturale, pubblicato nel 1779, e la spiegazione della complessità biologica data ne L'origine delle specie di Charles Darwin, dato alle stampe nel 1859. Dagli anni '60, le argomentazioni di Paley influenzarono lo sviluppo di un movimento per la scienza della creazione che impiegava l'espressione "disegno di un disegnatore intelligente", frase che dopo il 1987 fu rinominata semplicemente "disegno intelligente", in particolare grazie all'influsso del movimento omonimo. Entrambi i movimenti fecero uso dell'argomento teleologico per argomentare contro la teoria modernista dell'evoluzione e per affermare che le spiegazioni soprannaturali dovrebbero trovare uguale spazio nelle materie di insegnamento della scuola pubblica.
Anche a partire già dalla Grecia classica si svilupparono due approcci all'argomento teleologico, distinti per la loro comprensione del fatto che l'ordine naturale fosse letteralmente creato oppure increato. L'approccio non creazionista inizia più chiaramente con Aristotele, anche se molti pensatori, come i neoplatonici, credevano che fosse già implicito in Platone. Questo approccio non è creazionista in senso semplice, perché mentre concorda sul fatto che un'intelligenza cosmica è responsabile dell'ordine naturale, rifiuta la proposta secondo cui ciò richiede un "creatore" che crei e preservi fisicamente quest'ordine nel tempo. I neoplatonici non trovarono convincente l'argomento teleologico, e in questo furono seguiti da filosofi medievali come Al-Farabi e Avicenna. In seguito, Averroè e san Tommaso d'Aquino considerarono l'argomento plausibile per la ragione, ma non necessariamente il migliore.
Sebbene il concetto di un'intelligenza sottostante all'ordine naturale sia antico, un argomento razionale che conclude che possiamo sapere che il mondo naturale ha un progettista, ovvero un'intelligenza creatrice che ha scopi simili a quelli umani, sembra essere iniziato con la filosofia classica. Anche i pensatori religiosi nel giudaismo, nell'induismo, nel confucianesimo, nell'islam e nel Cristianesimo svilupparono versioni proprie dell'argomento teleologico. Più tardi, nella filosofia occidentale e nel Cristianesimo più radicale furono prodotte varianti per l’argomento del disegno.
I difensori contemporanei dell'argomento teleologico sono principalmente cristiani, quali ad esempio Richard Swinburne e John Lennox.

## Formulazione dell'argomento
Nella sua variante di base, l'argomento teleologico può essere formulato come segue:
1. 'X' è troppo [complesso, ordinato, adattivo, palesemente finalizzato, bello] per essere apparso casualmente;
2. perciò 'X' deve essere stato creato da un essere [senziente, intelligente, saggio, con uno scopo];
3. Dio è quell'essere;
4. dunque Dio esiste.

Al posto di 'X' normalmente si trova l'universo, la vita, il processo dell'evoluzione, l'umanità, particolari specie animali, un particolare organo come l'occhio o il linguaggio umano; 'X' sostituisce talvolta una delle costanti fondamentali dell'universo, come una costante fisica o una legge fisica, e talvolta questo argomento basato anche sul principio antropico, che sottolinea come l'universo sia esattamente come deve essere per permettere a una forma di vita intelligente di esistere.
Mentre molte delle forme classiche di questo argomento sono collegate al monoteismo, alcune versioni possono sostituire a Dio un Demiurgo, più divinità o talvolta gli extraterrestri come causa dei fenomeni naturali, sebbene la forma precedente possa ricorrere ancora in occasione della causa prima. È anche possibile lasciare aperta la questione dell'identità del "progettista":
1. la complessità implica un progettista;
2. l'universo è altamente complesso;
3. dunque l'universo ha un progettista.

## Filosofia classica

### Socrate e i presocratici

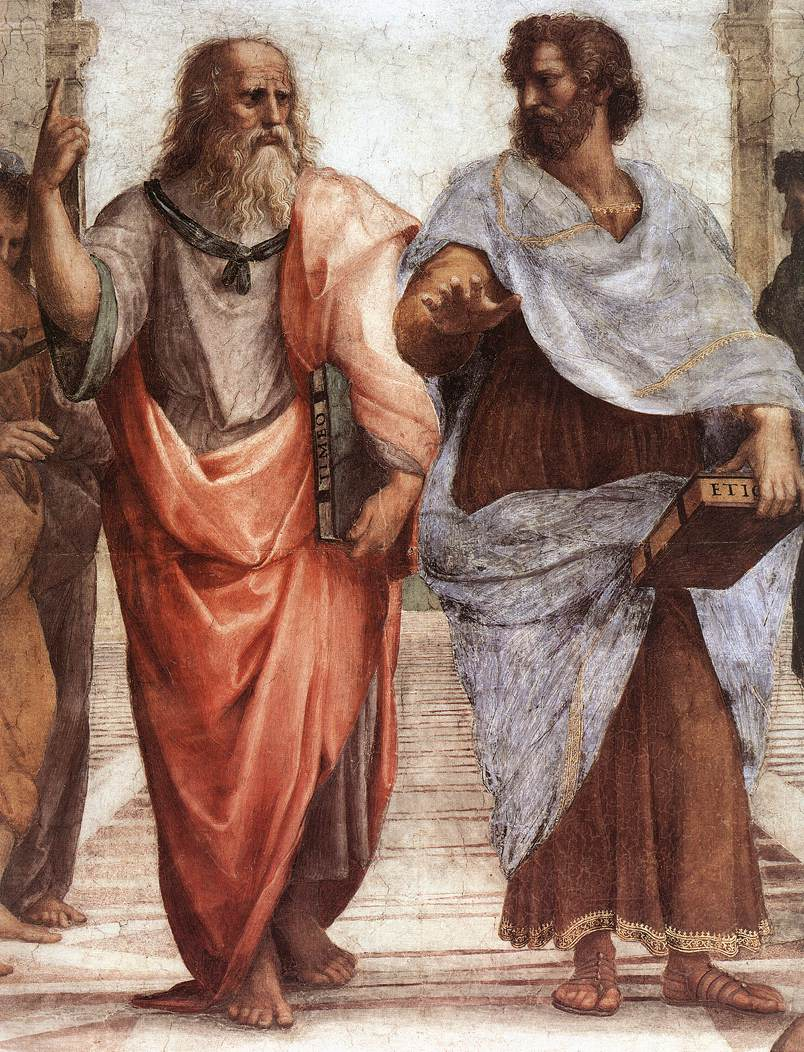
Platone e Aristotele, qui dipinti nella Scuola di Atene, svilupparono entrambi argomenti filosofici a favore dell'ordine apparente dell'universo (il logos)

L'argomento del disegno intelligente sembra essere iniziato con Socrate, sebbene il concetto di intelligenza cosmica sia più antico e David Sedley abbia sostenuto che Socrate stesse sviluppando un'idea più antica, probabilmente rifacendosi a Anassagora di Clazomene, nato intorno al 500 a.C. La proposta che l'ordine della natura mostrasse evidenze di possedere una propria "intelligenza" simile a quella umana risale alle origini della filosofia e della scienza naturale greca, e alla sua attenzione all'ordine della natura, spesso con particolare riferimento alla rotazione dei cieli. Anassagora fu la prima persona sicuramente nota ad aver spiegato un tale concetto usando la parola "nous" (che è il termine greco originale che porta alla parola inglese design attraverso le sue traduzioni latine e francesi). Aristotele diede la notizia di un filosofo precedente di Clazomene di nome Ermotimo che aveva assunto una posizione simile. Prima di Anassagora, altri filosofi avevano proposto l’idea di un principio ordinatore intelligente che causa la vita e la rotazione dei cieli. Ad esempio, Empedocle, così come Esiodo molto prima, avevano affermato che l'ordine cosmico e la vita degli esseri viventi erano causati da una versione cosmica dell'amore. Pitagora ed Eraclito attribuivano al cosmo la "ragione" (in greco: logos). Nel dialogo del Filebo, Platone fece parlare Socrate di questa teoria come di una tradizione, dicendo che "tutti i filosofi concordano - per cui si esaltano davvero - che la mente (Nous) è re del cielo e della terra. Forse hanno ragione". e in seguito affermò che la discussione seguente "conferma le espressioni di coloro che in passato dichiaravano che la mente (nous) governa sempre l'universo".
Il rapporto di Senofonte nei suoi Memorabili potrebbe essere considerato come il primo resoconto chiaro di un argomento secondo il quale in natura esistono le prove di un disegno intelligente. La parola tradizionalmente tradotta e discussa come "disegno" è il greco gnōmē e Senofonte riporta che Socrate abbia spinto i giovani dubbiosi a guardare le cose nel mercato e a considerare se potevano dire quali cose mostravano prove della gnōmē e quali sembravano di più essere frutto di una cieca casualità, e quindi porle a confronto con la natura per accertare se vi fosse effettivamente una casualità cieca.
Nel dialogo del Fedone, il Socrate platonico, poco prima di morire, afferma che fu per lui una svolta importante l'aver scoperto il concetto anassagoreo del Nous cosmico quale causa dell'ordine delle cose. Socrate non concordava con la visione materialista della causalità che aveva Anassagora. Socrate si lamentava del fatto che Anassagora limitasse l'opera del Nous cosmico all'inizio, come se non fosse interessato a tutti gli eventi accaduti successivamente per opere di cause intermedie come l'aria o l'acqua. Socrate, d'altra parte, avrebbe insistito sul fatto che il Demiurgo doveva essere "amorevole", in particolare per quanto riguarda l'umanità. In questo desiderio di superare Anassagora e trasformare il Nous cosmico in un gestore più attivo, Socrate fu apparentemente preceduto da Diogene di Apollonia.

### Platone e Aristotele
Il Timeo di Platone rappresenta un individuo che descrive un mito, fatto che divise i commentatori su quale fosse la posizione di Platone. Comunque, nel 2007 Sedley definì l'opera come il "manifesto del creazionismo" e sottolineò, che, malgrado alcuni seguaci di Platone negassero questa interpretazione, Aristotele, Epicuro, gli stoici e Galeno avevano capito che secondo Platone il mondo aveva dovuto trarre origine da un "atto creativo intelligente". Platone fa spiegare a un personaggio il concetto di "Demiurgo" che crea il cosmo con somma saggezza e somma intelligenza.
La prospettiva teleologica di Platone si basa anche sull'analisi dell'ordine e della struttura a priori del mondo che aveva già presentato nel dialogo de La Repubblica. La storia non propone la tesi della creazione ex nihilo; al contrario, il Demiurgo introduce un ordinamento nel caos del cosmo, vincolando le forme eterne alla materia:
(R. J. Hankinson, Cause and Explanation in Ancient Greek Thought)
Aristotele (c. 384 – 322 a.C.), allievo di Platone, continuò la tradizione socratica di criticare gli scienziati naturali come Democrito che cercavano (come in parte della scienza moderna) di spiegare tutto in termini di materia e moto casuale. Fu molto influente nello sviluppo futuro del creazionismo classico, sebbene egli non fosse un "creazionista" in senso stretto poiché non postulava interventi creazionisti nel mondo naturale, fatto che significava che "isolava Dio da qualsiasi esigenza di intervenire in natura, sia come creatore che come gestore". Invece dell'intervento diretto di un Creatore, "non è affatto esagerato asserire che per Aristotele l'intero funzionamento del mondo naturale, come anche il cielo, in realtà, deve essere compreso come una tensione comune verso un atto di natura divina". E mentre il mito nel Timeo suggeriva che tutti gli esseri viventi sono basati su un unico paradigma, e non su uno per ogni specie, e racconta anche una storia di "devoluzione" secondo la quale a partire dall'uomo altri esseri viventi si sono evoluti in forme di vita inferiori, fu Aristotele a presentare l'idea influente che ogni tipo di essere vivente normale dovesse essere basato su un paradigma o una forma fissa per quella singola specie.
Aristotele riteneva che la biologia fosse un esempio particolarmente importante di un campo di indagine nel quale le scienze naturali materialiste ignoravano le informazioni necessarie per comprendere bene gli esseri viventi. Ad esempio, gli uccelli usano le ali per il volo: la spiegazione più completa riguardo all'aspetto naturale, oltreché a quello artificiale, è principalmente teleologica. In effetti, già ad Aristotele era nota l'idea che le specie evolvessero nella direzione della sopravvivenza del più adatto, idea simile a quella che oggi viene chiamata "selezione naturale", che Aristotele rigettò con la stessa logica. Egli ammetteva che per caso potessero nascere anche nuove forme di vita mostruose, ma non era d'accordo con coloro che attribuivano l'intera natura al puro caso perché riteneva che la scienza potesse fornire solo un resoconto generale di ciò che è normale, "sempre, o la maggior parte delle volte". La distinzione tra ciò che è normale, o per natura, e ciò che è "accidentale", o non per natura, è importante nella comprensione della natura di Aristotele. Come sottolineato da Sedley, "Aristotele è felice di dire (Fisica II 8, 199a33-b4) senza il minimo timore di blasfemia, che i mestieri commettono errori occasionali e che quindi, per analogia, anche la natura può". Secondo Aristotele, le mutazioni naturali sono causate dalle loro "cause formali": ad esempio, nel caso delle ali di un uccello esiste anche una causa finale che è lo scopo del volo. Aristotele paragonò esplicitamente questa teleologia evoluzionistica alla tecnologia umana:
La questione di come comprendere la concezione aristotelica della natura come avente uno scopo e una direzione simili all'attività umana è controversa nei dettagli. Ad esempio, Martha Nussbaum affermò che nella sua biologia questo approccio era pratico e intendeva mostrare che la natura era solo analoga all'arte umana, spiegazioni di un organo ampiamente informato dalla conoscenza della sua funzione essenziale. Tuttavia, la posizione della Nussbaum non è universalmente accettata.
In ogni caso, Aristotele non fu inteso in questo modo dai suoi seguaci nel Medioevo, che lo vedevano coerente con la religione monoteista e con una visione teleologica dell’intera natura. Coerente con l'interpretazione medievale, nella sua Metafisica e in altre opere, Aristotele sostenne chiaramente l'esistenza di un Dio supremo o "motore primo " che era la causa ultima, sebbene specificamente non la causa materiale, delle forme o nature eterne che causano l'ordine naturale, inclusi tutti gli esseri viventi. Egli si riferisce chiaramente a questa entità come a qualcuno che possiede un intelletto che gli umani in qualche modo condividono, ente che aiuta gli umani a cogliere la vera natura o le forme delle cose senza fare affidamento esclusivamente sulla percezione sensoriale dei corpi fisici, inclusi quelli delle specie viventi. Questa visione della natura e gli argomenti di Aristotele contro la comprensione materialistica di quest’ultima furono molto influenti nel Medioevo europeo. L'idea delle specie fisse rimase dominante in biologia fino a Darwin e l'attenzione alla biologia è ancora comune oggi nelle critiche teleologiche della scienza moderna.
Tuttavia, come detto in precedenza, secondo Aristotele le specie non sono fisse, ma mutano e la causa finale non è sempre presente nella mutazione, potendo questa talora essere un peggioramento della specie dovuto al caso.

### Epoca romana
Furono gli Stoici a "sviluppare la batteria di argomentazioni creazioniste ampiamente conosciute sotto l'etichetta 'Argomento del Disegno'". Cicerone (c. 106 – c. 43 a.C.) riportò l'argomento teleologico degli Stoici nel Libro II del De Natura Deorum ("Sulla natura degli dei"), che include una prima versione dell'analogia dell'orologiaio, successivamente sviluppata da William Paley. Uno dei personaggi del dialogo afferma:
(Cicerone, De Natura Deorum, II.34)
Un altro importantissimo sostenitore classico dell'argomento teleologico fu Galeno, i cui compendi furono una delle maggiori fonti di conoscenza medica fino ai tempi moderni, sia in Europa che nel mondo islamico medievale. Non era uno stoico, ma come loro volgeva lo sguardo ai socratici ed era costantemente impegnato a discutere contro atomisti come gli epicurei. A differenza di Aristotele (che tuttavia ebbe una grande influenza su di lui), e a differenza dei neoplatonici, credeva che ci fossero davvero prove dell’esistenza del "Demiurgo" enucleato nel Timeo di Platone, che operava fisicamente sul mondo naturale. In opere come il suo Sull'utilità delle parti ne illustrò le prove nell'ambito della complessa costruzione del regno animale. La sua opera mostra "i primi segni di contatto e contrasto tra la tradizione della creazione pagana e quella giudaico-cristiana", criticando il racconto che si trova nella Bibbia: "Mosè –suggerisce- si sarebbe accontentato di dire che Dio ha ordinato alle ciglia di non crescere e che queste hanno obbedito. Al contrario, il Demiurgo della tradizione platonica è prima di tutto un tecnico". Sorprendentemente, Galeno non considerò come i principali autori di questo tema né Aristotele né Platone, bensì Senofonte. Galeno condivideva con Senofonte uno scetticismo sul valore dei libri nell’ambito filosofia più speculativa, fatta eccezione per domande come se esista "qualcosa al mondo di superiore in potenza e saggezza all'uomo". Galeno affermò anche che Senofonte era l'autore che aveva riferito la vera posizione di Socrate, incluso il suo distacco da molti tipi di scienza e filosofia speculative, e il valore dell'oralità nella discussione filosofica.
Il collegamento di Galeno dell'argomento teleologico alle discussioni sulla complessità degli esseri viventi e la sua insistenza sul fatto che ciò sia possibile per uno scienziato pratico, prefigurano alcuni aspetti degli usi moderni dell'argomento teleologico.

## Filosofia e teologia medievali

### Scrittori cristiani tardo classici
Come appello alla rivelazione generale, l'apostolo Paolo (5–67 d.C.), argomenta in Romani 1:18–20, che poiché è stato reso evidente a tutti da ciò che è stato creato nel mondo, è ovvio che c'è un Dio.
Marco Minucio Felice (c. dalla fine del II al III secolo), uno scrittore paleocristiano, nei suoi Gli Ordini di Minucio Felice sostenne l'esistenza di Dio sulla base dell'analogia di una casa ordinata: "supponendo che tu entrassi in una casa e trovassi tutto sistemato, in ordine e ben tenuto, sicuramente daresti per scontato che avesse un padrone, e uno molto migliore delle cose buone, dei suoi averi; così in questa casa dell'universo, quando in cielo e in terra vedi i segni della Provvidenza, dell'ordine e della legge, non potresti presumere che il Signore e l'Autore dell'universo sia più bello delle stelle stesse o di qualsiasi parte del mondo intero?".
Agostino d'Ippona (354–430 d.C.) in La città di Dio menzionò l'idea che i "cambiamenti e movimenti ben ordinati" del mondo e "la bella apparenza di tutte le cose visibili" fossero prove della creazione del mondo e "che esso non avrebbe potuto essere creato se non da Dio".

### Filosofia islamica
La prima filosofia islamica svolse un ruolo importante nello sviluppo della comprensione filosofica di Dio tra i pensatori ebrei e cristiani nel Medioevo. Per quanto riguarda l'argomento teleologico, uno degli effetti duraturi di questa tradizione derivò dalle discussioni inerenti alle difficoltà intrinseche di questo tipo di prova. Varie forme dell'argomento del progetto furono utilizzate da teologi e filosofi islamici fin dal tempo dei Mutakallimun nel IX secolo, sebbene tale argomento fosse stato respinto dalle scuole fondamentaliste o letteraliste, per le quali la menzione di Dio nel Corano avrebbe dovuto essere una prova più che sufficiente della sua esistenza. L'argomento del disegno fu visto anche dal primo filosofo islamico Al-Farabi come un sofisma poco convincente, il quale fece invece proprio l'approccio emanazionista dei neoplatonici come Plotino, secondo cui la natura è ordinata razionalmente, ma Dio è Amore di sé, puro pensiero autocontemplativo sovrabbondante che necessariamente esce fuori di sé, e non è come un artigiano che gestisce letteralmente il mondo, ponendovi mano e imprimendogli un fine proprio. In seguito, anche Avicenna ne fu persuaso e propose un argomento cosmologico (anziché teleologico) per l'esistenza di Dio.
L'argomento fu però successivamente accettato sia dal filosofo aristotelico Averroè (Ibn Rushd) che dal suo grande oppositore antifilosofico Al-Ghazali. Il termine di Averroè per l'argomento era Dalīl al-ˁināya, che può essere tradotto come "argomento della provvidenza". Entrambi, tuttavia, accettarono l'argomento perché credevano che fosse esplicitamente menzionato nel Corano. Cionondimeno, come Aristotele, i neoplatonici e Al-Farabi, Averroè propose che l'ordine e il movimento continuo del mondo fossero causati dall'intelletto di Dio. Gli studiosi non concordano sul fatto che Averroè fosse un "emanazionista", ma è generalmente accettato che egli abbia ripreso quelle tradizioni, concordando con esse sul fatto che Dio non crei alla stregua di un artigiano.
In effetti, all'epoca, Averroè trattava l'argomento teleologico come uno dei due argomenti "religiosi" per l'esistenza di Dio. La principale prova dimostrativa è, secondo Averroè, la prova aristotelica che dal movimento nell'universo desume l'esistenza di un primo mobile. La posizione di Averroè secondo cui la prova più logicamente valida avrebbe dovuto essere fisica piuttosto che metafisica (in quanto la metafisica sarebbe stata autofondativa) era in consapevole opposizione alla posizione di Avicenna. I successivi filosofi ebrei e cristiani come Tommaso d'Aquino furono al corrente di questo dibattito e generalmente assunsero una posizione più vicina a quella di Avicenna.

### Filosofia ebraica
Un esempio dell'argomento teleologico nella filosofia ebraica appare quando il filosofo aristotelico medievale Maimonide cita il passaggio di Isaia 40:26, dove il "Santo" dice: "Alza gli occhi in alto, ed ecco chi ha creato queste cose, che mette in evidenza il loro ospite per numero". Tuttavia, Barry Holtz definisce questo "una forma embrionale dell'argomento dal disegno", e che esso "è solo un modo possibile di leggere il testo". Egli inoltre afferma che "nei testi biblici l'esistenza di Dio è generalmente data per scontata".
Maimonide ricordò anche che Abramo (nel midrash, o testo esplicativo, di Genesi Rabbah 39:1) riconobbe l'esistenza di "una divinità trascendente dal fatto che il mondo intorno a lui mostra un ordine e un disegno". Il midrash fa un'analogia tra l'ovvietà che un edificio ha un proprietario con la cura che Dio ha del mondo. Abramo dice "È concepibile che il mondo sia senza una guida?" A motivo di questi esempi, il filosofo del XIX secolo Nachman Krochmal definì l'argomento del disegno come "un principio cardine della fede ebraica".
Il rabbino ortodosso americano Aryeh Kaplan racconta una leggenda sul rabbino Meir del II secolo d.C. Quando un filosofo gli disse che non credeva che il mondo fosse stato creato da Dio, il rabbino produsse una bellissima poesia che sosteneva fosse nata quando un gatto fece cadere accidentalmente una pentola di inchiostro, "versando inchiostro su tutto il documento. Questa poesia è stata il risultato." Il filosofo esclama che ciò sarebbe impossibile: "Deve esserci un autore. Deve esserci uno scriba". Il rabbino conclude: "Come potrebbe l'universo... nascere da solo? Deve esserci un Autore. Deve esserci un Creatore".

### San Tommaso d'Aquino

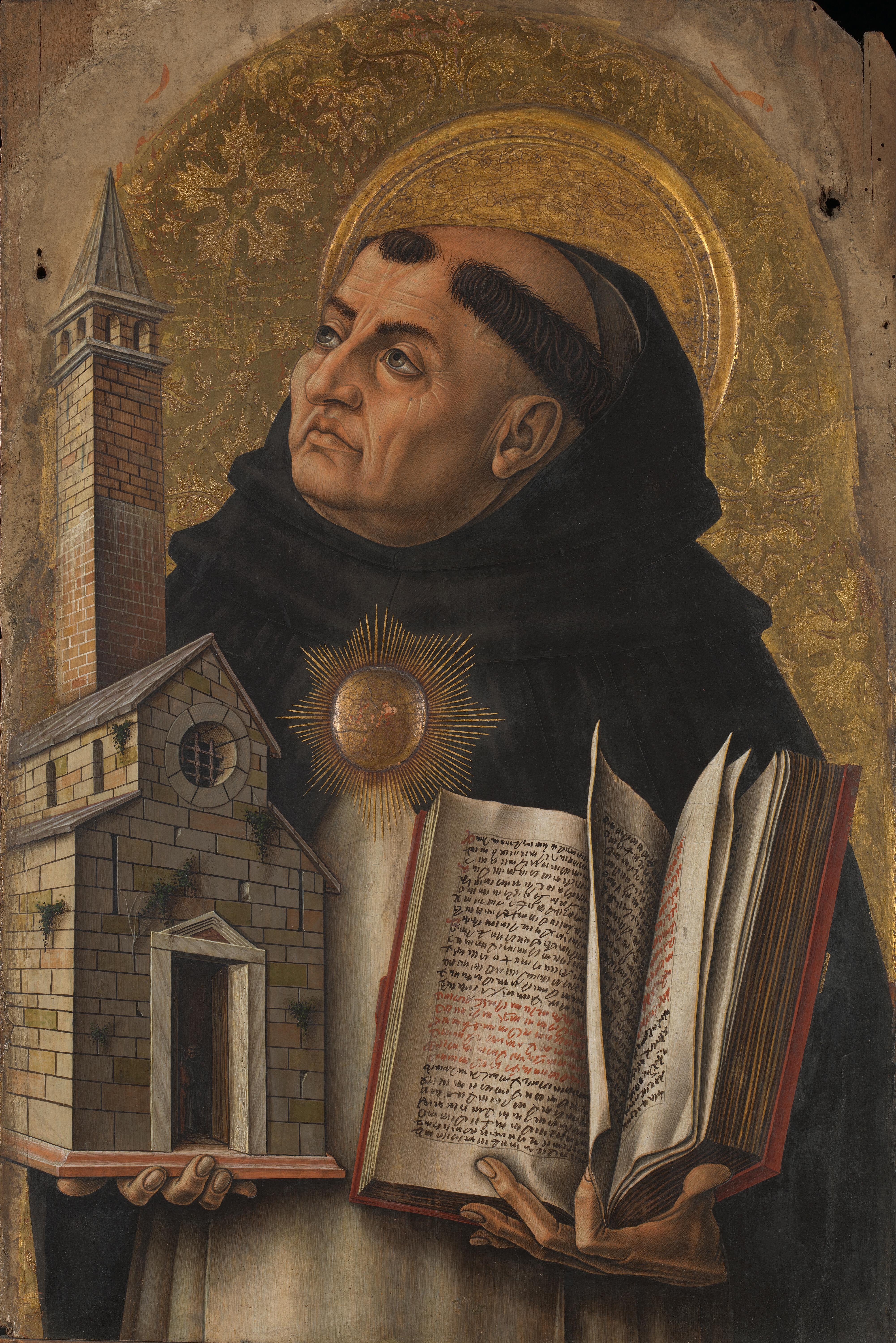
L'ultima delle Quinque viae di san Tommaso d'Aquino, Dottore della Chiesa, per dimostrare l'esistenza di Dio, è basata sulla teleologia.

Tommaso d'Aquino, i cui scritti furono ampiamente accettati nell'Europa occidentale cattolica, fu fortemente influenzato da Aristotele, da Averroè e altri filosofi islamici ed ebrei. Egli presentò un argomento teleologico nella sua Summa Theologiae. Nell'opera, Tommaso d'Aquino ha presentato cinque modi per provare l'esistenza di Dio: le Quinque viae. Questi argomenti sono a posteriori, coerenti con una lettura letterale di testi sacri.  Egli riassunse la sua argomentazione teleologica come segue:
(San Tommaso d'Aquino, Summa Theologica, questione 2, articolo 3)
Tommaso d'Aquino osservò che l'esistenza di cause finali, mediante le quali una causa è diretta verso un effetto, poteva essere spiegata solo con un appello all'intelligenza. Tuttavia, poiché i corpi naturali ad eccezione degli umani non la possiedono, deve necessariamente esistere un essere che dirige le cause finali in ogni momento. Quell'essere è ciò che chiamiamo Dio.

## Modernità

### Newton e Leibniz
Isaac Newton affermò la sua fede nella veridicità dell'argomento quando, nel 1713, scrisse queste parole in un'appendice alla seconda edizione dei suoi Principia:
Questo punto di vista, che "Dio è noto dalle sue opere", fu sostenuto e reso popolare dagli amici di Newton Richard Bentley, Samuel Clarke e William Whiston nelle lezioni di Boyle, supervisionate da Newton stesso. Poco prima che Bentley tenesse la prima conferenza, Newton gli scrisse:
Il filosofo tedesco Gottfried Leibniz non era d'accordo con la visione newtoniana del disegno intelligente all'interno dell'argomento teleologico. Nella corrispondenza Leibniz-Clarke, Samuel Clarke appoggiò la tesi di Newton secondo cui Dio interviene costantemente nel mondo per mantenerlo adeguato al Suo progetto, laddove invece Leibniz pensava che l'universo fosse stato creato in modo tale che Dio non avrebbe avuto bisogno di intervenire affatto (armonia prestabilita e tesi del migliore dei mondi possibili). Come citato da Ayval Leshem, Leibniz scrisse:
Leibniz riteneva che l'argomento del disegno avesse "solo una certezza morale" a meno che non fosse supportato dalla propria idea di armonia prestabilita esposta nella sua Monadologia. Bertrand Russell scrisse che "la prova dell'armonia prestabilita è un caso particolare della cosiddetta prova fisico-teologica, altrimenti nota come argomento del disegno". Secondo Leibniz, l'universo è completamente costituito da singole sostanze note come monadi, programmate per agire in un modo predeterminato. Russell affermò al riguardo:

### Empiristi britannici
Gli scrittori olandesi del XVII secolo Lessio e Grozio sostenevano che era improbabile che l'intricata struttura del mondo, simile a quella di una casa, fosse sorta per caso. Alla fine del XVII secolo, l'empirista John Locke sviluppò l'idea aristotelica che, esclusa la geometria, tutta la scienza dovesse raggiungere la sua conoscenza a posteriori, attraverso l'esperienza sensibile. In risposta a Locke, il vescovo anglicano irlandese George Berkeley avanzò una forma di idealismo secondo cui le cose continuano ad esistere solo quando vengono percepite (principio dell'esse est percipi). Secondo Berkeley quando gli esseri umani non percepiscono gli oggetti, essi continuano ad esistere perché Dio li sta percependo. Pertanto, affinché gli oggetti rimangano in esistenza, Dio deve esistere onnipresente.
A metà del XVIII secolo, David Hume fece riferimento all'argomento teleologico nel suo Trattato sulla natura umana. In tale sede sembra dare il suo sostegno all'argomento dal disegno. John Wright osservò che "in effetti, afferma che l'intera spinta della sua analisi della causalità nel Trattato supporta l'argomento del disegno" e che, secondo Hume, "siamo obbligati" a dedurre l'esistenza di un "Architetto infinitamente perfetto".
Nella sua Ricerca sull'intelletto umano, assunse un atteggiamento più critico. In un dialogo tra Hume e "un amico che ama i paradossi scettici", l'amico fornisce una versione dell'argomento dicendo che i suoi sostenitori "dipingono con i colori più magnifici l'ordine, la bellezza e la saggia disposizione di l'universo; e poi chiediti se una tale gloriosa dimostrazione di intelligenza potrebbe mai derivare da un casuale incontro di atomi, o se il caso potrebbe produrre qualcosa che il più grande genio non potrà mai ammirare a sufficienza".
Nei suoi Dialoghi sulla religione naturale, Hume presentò argomenti sia a favore che contro l'argomento teleologico. Il personaggio Cleanthes, riassumendo l'argomento teleologico, paragona l'universo a una macchina creata dall'uomo e conclude con il principio degli effetti simili e delle cause simili che presuppone un'intelligenza progettuale:
D'altra parte, lo scettico di Hume, Philo, non era soddisfatto dell'argomento del disegno. Egli tentò una serie di confutazioni, inclusa una che probabilmente prefigurava la teoria di Darwin, e sottolineò che se Dio assomiglia a un progettista umano, assumere caratteristiche divine come l'onnipotenza e l'onniscienza non è giustificato. Continuava scherzando sul fatto che, lungi dall'essere la creazione perfetta opera di un perfetto progettista, questo universo potrebbe essere "solo il primo rude saggio di qualche divinità infantile...oggetto di derisione per i suoi superiori".

### La teologia naturale di Derham
A partire dal 1696 con il suo Artificial Clockmaker, William Derham pubblicò una serie di libri di teleologia. I più noti di questi sono  Physico-Theology ("Fisico-Teologia", del 1713); Astro-Theology ("Astro-teologia", del 1714); e Christo-Theology ("Teologia cristologica", del 1730). La Physico-Theology, ad esempio, era esplicitamente sottotitolata A demonstration of the being and attributes of God from his works of creation ("Una dimostrazione dell'essere e degli attributi di Dio dalle sue opere di creazione"). Il teologo naturale Derham elencò le osservazioni scientifiche delle molte variazioni della natura e suggerì che queste dimostrassero "l'irragionevolezza dell'infedeltà". Alla fine della sezione sulla gravità, ad esempio, scrisse: "Cos'altro si può concludere, se non che tutto è stato fatto con un Disegno manifesto, e che tutta la Struttura intera è opera di qualche Essere intelligente; qualche Artista, di Potenza e Abilità equivalente a un'Opera del genere?" Inoltre, del "senso del suono" scrisse:
Derham concluse: "poiché è segno di un uomo è ateo, ostinato e perverso, quello di colui che imputerà un'Opera così gloriosa, quale è la Creazione, a qualsiasi Cosa, sì, a un mero Nulla (come lo è il Caso) piuttosto che a Dio". Nel 2000 Weber scrisse che la Physico-Theology di Derham "influenzò direttamente" la successiva opera di William Paley.
La potenza e anche i limiti di questo tipo di ragionamento nel microcosmo sono illustrati dalla favola di La Fontaine della ghianda e della zucca, apparsa per la prima volta in Francia nel 1679. L'aneddoto spensierato di come un contadino dubbioso si convinca infine della sapienza sottostante alla creazione, mina probabilmente questo approccio. Tuttavia, a partire da Anne Finch che trasformò la storia in una polemica contro l'ateismo, la favola fu ripresa da una serie di scrittori morali come un valido argomento per affermare che "la saggezza di Dio si manifesta nella creazione".

### Analogia dell'orologiaio

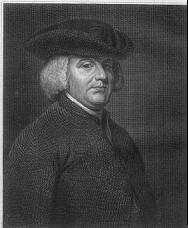
William Paley rese popolare l'analogia dell'orologiaio, introdotta dai teologi naturalisti, rendendola un famoso argomento teleologico.

L'analogia dell'orologiaio, che inquadra l'argomento teleologico con riferimento a un segnatempo, risale almeno agli Stoici, di cui diede conto Cicerone nel suo De Natura Deorum (II.88), adoperando tale argomento contro gli Epicurei, che loro deridevano. L'argomento fu utilizzato anche da Robert Hooke e da Voltaire, che osservò:
che questo orologio esista e non debba avere un orologiaio.»
(Voltaire)
William Paley presentò la sua versione dell'analogia dell'orologiaio all'inizio della sua Teologia naturale (del 1802):
Secondo Alister McGrath, Paley affermò che "la stessa complessità e utilità evidenti nella progettazione e nel funzionamento di un orologio possono essere individuate anche nel mondo naturale. Ogni caratteristica di un organismo biologico, come quella di un orologio, mostrava l'evidenza di essere stata progettata in modo tale da adattare l'organismo alla sopravvivenza nel suo ambiente. Si osservano complessità e utilità; la conclusione che siano stati progettati e costruiti da Dio -sostiene Paley- è tanto naturale quanto corretta".
La teologia naturale influenzò fortemente la scienza britannica, con l'aspettativa espressa da Adam Sedgwick nel 1831 che le verità rivelate dalla scienza non potessero entrare in conflitto con le verità morali della religione. Questi filosofi naturali vedevano Dio come la causa prima e cercavano cause secondarie per illustrare il dispiegamento del disegno nel mondo naturale: nel 1836 l’esponente di spicco, sir John Herschel, scrisse che, per analogia con le altre cause intermedie, "l'origine di specie nuove, anche se potesse mai avvenire con nostra consapevolezza, si troverebbe ad essere un processo naturale in opposizione ad un processo miracoloso".
Da studente di teologia, Charles Darwin trovò convincenti gli argomenti di Paley. Tuttavia, in seguito sviluppò la sua teoria dell'evoluzione nel suo libro del 1859 intitolato L'origine delle specie, che offriva una spiegazione alternativa dell'ordine biologico. Nella sua autobiografia, Darwin scrisse che "Il vecchio argomento del disegno in natura, come dato da Paley, che prima mi sembrava così conclusivo, risulta fallace, ora che la legge della selezione naturale è stata scoperta". Darwin si scontrò con il problema del male e del dolore in natura, ma rimase incline a credere che la natura dipendesse da "leggi progettate" e lodò la dichiarazione di Asa Gray sul "grande servizio di Darwin alle scienze naturali nell’aver riportato la teleologia in esse: in modo che, invece della morfologia contro la teleologia, avremo la morfologia sposata alla teleologia".

### Principio cosmologico
Il principio cosmologico afferma l'isomorfismo dell'universo sia per traslazioni (omogeneità) che per rotazioni (isotropia) di un qualsiasi sistema di riferimento nello spazio.
Ciò significa che la metrica, le proprietà geometriche dello spaziotempo e in particolare la sua curvatura sono ovunque le stesse.
Inoltre, la costante di struttura fine è ovunque la stessa e continua a rimanere costante fin dall'origine dell'universo. Essa è arbitraria come tutte le costanti adimensionali e, al 2022, non è stata ancora derivata da alcun principio primo. Essa significa che le costanti fondamentali sono ovunque le stesse e che quindi le leggi della fisica sono valide in ogni regione dell'universo conosciuto.
La costante di struttura fine è alla base del principio antropico.
Tutti questi elementi non dimostrano, ma nemmeno sono incompatibili con l'esistenza di un Ordinatore o di un Creatore dell'universo che all'inizio della sua storia abbia fissato una volta per sempre il valore delle costanti fondamentali e le leggi della fisica, determinandone come semplici e uniformi in tutto l'universo.